# الکساندر نگادی
الکساندر نگادی (انگلیسی: Alexandre N'Gadi؛ زادهٔ ۲۸ نوامبر ۱۹۹۰) بازیکن فوتبال اهل فرانسه است.
از باشگاه‌هایی که در آن بازی کرده‌است می‌توان به باشگاه فوتبال تولوز اشاره کرد.